# ベンジャミン・I・シュウォルツ
ベンジャミン・イサドア・シュウォルツ (Benjamin Isadore Schwartz、1916年12月12日 - 1999年11月14日)は、アメリカの中国研究者。ハーバード大学で教授を務めた。

## 略歴
シュウォルツは1916年12月にドイツ系ユダヤ人移民の子として、マサチューセッツ州イースト・ボストンに生まれた。彼は1934年にボストン・ラテン高校を卒業し、1938年にハーバード大学を近代諸語の分野で卒業した。卒業時の成績はマグナ・カム・ラウダで、論文の題目は「パスカルと18世紀フランスの啓蒙思想家」だった。その後、彼は高校の教員になっていたが、第二次世界大戦が始まると軍隊で日本語を学び、陸軍通信隊の情報部門で日本の通信を傍受する役目をはたした。戦争が終わるとシュウォルツは占領下の日本に派遣され、大阪で新聞を検閲する任務に就いている。
軍務を終えたシュウォルツはハーバード大学に戻り、1950年に歴史と極東言語の分野で博士号を取得した。同年、ハーバード大学の歴史学と政治学の講師として就職すると、1960年には正教授になり、1975年から1987年に退職するまでリロイ・B・ウィリアムズ歴史学・政治学教授を務めた。1983年から84年はフェアバンク中国研究センターの所長代理を務めた。退職の際には記念論文集が編まれ、1990年に『文化を横断する観念――ベンジャミン・I・シュウォルツ記念中国思想論集』としてハーバード大学アジアセンターから出版された。
シュウォルツは1979年にアジア研究協会会長に選ばれ、1997年にはアジア研究協会功労賞を受けている。2006年には上海の華東師範学校で「シュウォルツと中国」と題した生誕90周年記念の国際会議が開かれている。
その生涯をハーバード大学と中国研究に捧げたシュウォルツは、1999年12月にマサチューセッツ州ケンブリッジの自宅で亡くなった。彼には妻バーニスと、息子と娘、それから4人の孫がいた。

## 研究業績
シュウォルツの主な研究業績は時代順に次の3つに分けられる。
第1に1951年に出版された『中国共産党史――中国共産主義と毛沢東の抬頭』である。朝鮮戦争が勃発し、「中国の喪失」という現実に直面していたアメリカは、なぜ中国で共産革命が成功したのか、という問いを突きつけられていた。これに対してシュウォルツはイデオロギーからくる先入見を排して、中国の共産主義はソ連の単なるコピーではなく、その歴史に根差した独自の結果であると主張した。中国共産党に関するこの研究によってシュウォルツの名声は世界的なものとなった。WorldCatによると、本書は1548館の学術図書館に所蔵されている。
第2に1964年に出版された『中国の近代化と知識人――厳復と西洋』である。中国共産党の創始者のひとり陳独秀は、意外にもマンチェスター学派的な信条の持ち主であった。そこからさかのぼってシュウォルツはイギリス留学経験のある厳復の西洋思想解釈に注目している。しばしば厳復による中国語訳はアダム・スミス、ジョン・スチュアート・ミルを誤読したと考えられているが、シュウォルツはこれを一種の文化触変として扱った。彼によれば、中国は西洋の衝撃に対する一方的な受容者ではなく、これを能動的に読みかえる主体でもあった。こうした見解は彼の同僚でもあるジョン・キング・フェアバンクらの近代化論とはちがう新しい視点を打ち出すものだった。
第3に1985年に出版された『古代中国の思想世界』である。本書においてシュウォルツは中国の思想と他の世界の思想とを大胆に比較し、人間が生きる条件について古代の中国人たちが何を考え、何を語ったのかを明らかにしている。本書の議論はまた彼が生まれ育ってきたユダヤ人の伝統にも関わっていた。
以上の他にもシュウォルツは1972年にはシンポジウムの産物である『五四運動論』を編集、出版している。冷戦後の1996年には『中国とその他の諸問題』を刊行している。

## 著作
- Chinese Communism and the Rise of Mao  (Cambridge: Cambridge University Press, 1951).
  - 『中国共産党史――中国共産主義と毛沢東の抬頭』(石川忠雄、小田英郎訳)慶應通信、1964年。
- In Search of Wealth and Power: Yen Fu and the West (Cambridge, Mass.: Harvard University Press, 1964).
  - 『中国の近代化と知識人――厳復と西洋』(平野健一郎訳)東京大学出版会、1978年。
- Communism and China: Ideology in Flux (Cambridge, Mass.: Harvard University Press, 1968).
- The World of Thought in Ancient China (Cambridge, Mass.: Harvard University Press, 1985).
- The secret speeches of Chairman Mao : from the hundred flowers to the great leap forward by Zedong Mao. (1989)
- Reflections on the May Fourth movement: a symposium. (1972)
- China's Cultural Values (1985)
- China and Other Matters. Cambridge, Mass: Harvard University Press. (1996)